# 1. FK Drnovice
1. FK Drnovice is een voormalige Tsjechische voetbalclub uit Drnovice.

## Geschiedenis
De club werd in 1932 opgericht als ČSS Drnovice en was tot de jaren 80 een onbekende club in het Tsjechoslowaakse voetballandschap. In 1977 speelde de club nog in de 1.B třída, wat gelijk staat met de 8ste klasse.

### Opmars
Alles veranderde in 1982 toen Jan Gottvald de leiding overnam, Gottvald was een voormalig voetballer geboren en getogen in Drnovice. Met vier titels op vijf seizoenen promoveerde de club al snel naar de derde klasse. Daar speelde de club drie seizoenen alvorens te promoveren naar de twee klasse. In 1992/93 werd de club vicekampioen.
Het volgende seizoen werd Tsjechoslowakije gesplitst en werd Drnovice opgenomen in de nieuwe Tsjechische hoogste klasse. De droom van Gottvald om een eersteklasser te hebben werd werkelijkheid. In het eerste seizoen kreeg de club met een dopingschandaal te maken, spelers Rostislav Prokop en Milan Poštulka werden betrapt en voor twee jaar geschorst. Het bleek dat trainer Dejmal hen een karamel had gegeven met de verboden substantie in. Gottvald ontsloeg de trainer en de club kreeg een belachelijke boete van 50.000 Tsjechische kronen.

### Hoogste klasse
In 1994 verkocht Gottvald de club aan het chemische bedrijf Chemapol omdat hij niet genoeg geld had om de club zelf te blijven runnen. Desalniettemin bleef hij een grote invloed behouden bij de club. Hij werd zelfs de tweede belangrijkste figuur in het Tsjechisch voetbal toen hij als vicevoorzitter werd verkozen van de Tsjechische voetbalbond, hij bleef dit tot 2000.
Om de benzinestations Petra van de Chemapol Holding te promoten werd de clubnaam veranderd in FC Petra Drnovice. Chemapol gaf niet alleen financiële steun maar zorgde ook voor een nieuw stadion dat voldeed aan internationale criteria, in het stadion werd op 18 augustus 1998 een interland gespeeld tegen Zwitserland die de Tsjechen met 3-0 wonnen.
In de competitie werden telkens middenmootplaatsen behaald. Twee keer werd ook de bekerfinale bereikt maar daarin verloor de club van respectievelijk Sparta Praag en FK Jablonec. Gottvald verloor meer en meer invloed en verliet in 1998 de club. Een jaar later ging Chemapol onverwachts failliet en verkocht de club voor 15 miljoen Tsjechische kronen aan Persport dat eigendom was van voormalig tennisspeler Tomáš Petera. Enkele maanden later werd Gottvald opnieuw voorzitter en in 1999/00 werd de club derde, de beste plaats ooit in de Gambrinus liga. Door dit succes plaatste de club zich voor de voorronde van de UEFA Cup en werd in de eerste ronde verslagen door het Duitse TSV 1860 München.

### Financiële problemen
Dan doken financiële problemen op. Gottvald had het moeilijk om de club aan de gang te houden. In maart 2001 verkocht Gottvald de club aan een onbekend bedrijf en in oktober van dat jaar verliet hij de club opnieuw. Hij werd beschuldigd van financiële fraude en andere dubieuze praktijken en belandde in februari 2002 in de gevangenis. De financiële problemen werden zo groot dat de club gedwongen was om negen spelers te verkopen aan FK Marila Příbram enkele weken voor het einde van het seizoen. Drnovice degradeerde en doordat ze geen licentie kregen van de Tsjechische voetbalbond moest de club gedwongen naar de derde klasse gaan.
De club ging in vereffening en de club werd verkocht aan Jan Gottvald die opnieuw de leiding nam in de club, hij werd vrijgelaten na een borgsom van 20 miljoen kronen betaald te hebben. Gottvald maakte het team sterker waardoor meteen de titel behaald werd. Het volgende seizoen werd de tweede plaats bereikt en de club keerde terug naar de hoogste klasse.
In de zomer van 2004 kocht de Zwitserse firma Sunstone de club, die op de achtste plaats eindigde. Nadat het bedrijf er niet in slaagde medesponsors te vinden verkocht het de aandelen weer aan Gottvald en zijn zoon Robert voor 10 miljoen kronen. Gottvald vond ook geen sponsors en vroeg geen licentie aan voor seizoen 2005/06 waardoor de club werd teruggezet naar de tweede klasse. De financiële crisis bleef echter duren en bereikte de top in januari 2006 toen de spelers nog steeds wachtten op hun loon van juli 2005.

## Naamswijzigingen
- 1932 – ČSS Drnovice (Česká sportovní společnost Drnovice)
- 1948 – Sokol Drnovice
- 1961 – TJ Drnovice (Tělovýchovná jednota Drnovice)
- 1989 – TJ JZD Drnovice (Tělovýchovná jednota Jednotné zemědělské družstvo Drnovice)
- 1990 – TJ Agro Drnovice (Tělovýchovná jednota Agro Drnovice)
- 1990 – FC Gera Drnovice (Football Club Gera Drnovice)
- 1993 – FC Olpran Drnovice (Football Club Olpran Drnovice)
- 1993 – FC Petra Drnovice (Football Club Petra Drnovice)
- 2000 – FK Drnovice (Fotbalový klub Drnovice)
- 2003 – 1. FK Drnovice (První fotbalový klub Drnovice)

## Erelijst
| Nationaal tot 1993                      |    |                  |
| Kampioen II. ČNFL - sk. B               | 1× | 1989/90          |
| Nationaal sinds 1993                    |    |                  |
| Kampioen Moravskoslezská fotbalová liga | 1× | 2002/03          |
| Finalist van Pohár ČMFS                 | 2× | 1995/96, 1997/98 |

## FK Drnovice in Europa

### Europese duels
#Q = #kwalificatieronde, #R = #ronde, T/U = Thuis/Uit, W = Wedstrijd, PUC = punten UEFA coëfficiënten .
Uitslagen vanuit gezichtspunt 1. FK Drnovice
| Seizoen | Competitie | Ronde | Land                           | Club                  | Totaalscore | 1e W    | 2e W    | PUC |
| ------- | ---------- | ----- | ------------------------------ | --------------------- | ----------- | ------- | ------- | --- |
| 2000/01 | UEFA Cup   | Q     | Vlag van Bosnië en Herzegovina | FK Budućnost Banovići | 4-0         | 3-0 (T) | 1-0 (U) | 3.0 |
|         |            | 1R    | Vlag van Duitsland             | TSV 1860 München      | 0-1         | 0-0 (T) | 0-1 (U) | 3.0 |

Totaal aantal punten voor UEFA coëfficiënten: 3.0

### Resultaten
| #     | Betekenis       |
| ----- | --------------- |
| #Q    | #voorronde      |
| PO    | Play-Off        |
| Groep | Groepsfase      |
| 1R    | Eerste ronde    |
| 2R    | Tweede ronde    |
| 3R    | Derde ronde     |
| 1/8   | 1/8ste finale   |
| 1/4   | Kwartfinale     |
| 1/2   | Halve finale    |
| F     | Verloren finale |
| W     | Winnaar finale  |

| Seizoen | - Europacup I - Champions League | - Europacup II | - Jaarbeursstedenbeker - UEFA Cup - Europa League | - International Football Cup - Intertoto Cup | - Mitropacup |
| ------- | -------------------------------- | -------------- | ------------------------------------------------- | -------------------------------------------- | ------------ |
| 2000/01 |                                  |                | 1R                                                |                                              |              |

#### Aantal
| Naam                         | Competities                | Aantal | Seizoen          | 2e | Win |
| ---------------------------- | -------------------------- | ------ | ---------------- | -- | --- |
| Beker voor Landskampioenen   | Champions League           | –      | –                | –  | –   |
| Beker voor Landskampioenen   | Europacup I                | –      | –                | –  | –   |
| Beker voor Bekerwinnaars     | Europacup II               | –      | –                | –  | –   |
| Europa League                | Europa League              | –      | –                | –  | –   |
| Europa League                | UEFA Cup                   | 1×     | UEFA Cup 2000/01 | –  | –   |
| Europa League                | Jaarbeursstedenbeker       | –      | –                | –  | –   |
| Vriendschappelijk Europa Cup | Intertoto Cup              | –      | –                | –  | –   |
| Vriendschappelijk Europa Cup | International Football Cup | –      | –                | –  | –   |
| Vriendschappelijk Mitropacup | Mitropacup                 | –      | –                | –  | –   |

### Clubs waar FK Drnovice tegen speelde
| Club                  | Land                           | Wedstrijden | Seizoen | W. | G. | V. |
| --------------------- | ------------------------------ | ----------- | ------- | -- | -- | -- |
| Bosnië en Herzegovina |                                |             |         |    |    |    |
| FK Budućnost Banovići | Vlag van Bosnië en Herzegovina | 2×          | 2000/01 | 2× |    |    |
| Duitsland             |                                |             |         |    |    |    |
| TSV 1860 München      | Vlag van Duitsland             | 2×          | 2000/01 |    | 1× | 1× |

## Personen verbonden aan 1. FK Drnovice

### Trainers
- Ján Kocian

### Spelers
| - Patrice Abanda - Zdeněk Grygera - Vladimír Kinder - Jozef Majoroš - Martin Müller - Milan Petržela | - Pavel Řehák - Albert Rusnák - Róbert Semeník - Martin Ševela - Lambert Šmíd | - Marek Špilár - Jaroslav Timko - Marek Ujlaky - Vladimír Weiss - Tomáš Zápotočný |

## Tijdslijn
| Niveau/Seizoen | 82/83 | 83/84 | 84/85 | 85/86 | 86/87 | 87/88 | 88/89 | 89/90 | 90/91 | 91/92 | 92/93 | 93/94 | 94/95 | 95/96 | 96/97 | 97/98 | 98/99 | 99/00 | 00/01 | 01/02 | 02/03 | 03/04 | 04/05 | 05/06 |
| Niveau 1       |       |       |       |       |       |       |       |       |       |       |       | 10.   | 6.    | 5.    | 7.    | 9.    | 11.   | 3.    | 7.    | 15.   |       |       | 8.    |       |
| Niveau 2       |       |       |       |       |       |       |       |       | 14.   | 6.    | 2.    |       |       |       |       |       |       |       |       |       |       | 2.    |       |       |
| Niveau 3       |       |       |       |       |       | 4.    | 9.    | 1.    |       |       |       |       |       |       |       |       |       |       |       |       | 1.    |       |       |       |
| Niveau 4       |       |       |       |       | 1.    |       |       |       |       |       |       |       |       |       |       |       |       |       |       |       |       |       |       |       |
| Niveau 5       |       |       |       | 1.    |       |       |       |       |       |       |       |       |       |       |       |       |       |       |       |       |       |       |       |       |
| Niveau 6       |       | 5.    | 1.    |       |       |       |       |       |       |       |       |       |       |       |       |       |       |       |       |       |       |       |       |       |
| Niveau 7       | 1.    |       |       |       |       |       |       |       |       |       |       |       |       |       |       |       |       |       |       |       |       |       |       |       |

FC Baník Ostrava · FK Chmel Blšany · 1. FK Drnovice · FC Hradec Králové · FK Jablonec · FK Mladá Boleslav · SFC Opava · FK Příbram · SK Simga Olomouc · SK Slavia Praag · 1. FC Slovácko · FC Slovan Liberec · AC Sparta Praag · FK Teplice · FC Viktoria Pilsen · FK Viktoria Žižkov · FC Zbrojovka Brno · FC Zlín